# Microstoma floccosum
Microstoma floccosum is een bekerzwam behorend tot de familie Sarcoscyphaceae. Hij is herkenbaar aan zijn diepe trechtervormige, scharlakenrode vruchtlichamen met witte haren aan de buitenkant. Hij komt voor in de Verenigde Staten en Azië, groeit het op gedeeltelijk begraven stokken en twijgen van eikenbomen.

## Kenmerken

### Uiterlijke kenmerken
De apothecia zijn kom- of trechtervormige en hebben een diameter van 0,5 tot 0,8 cm. De randen van de beker zijn naar binnen gebogen als ze jong zijn. Zowel de binnen- als buitenoppervlakken van de beker zijn scharlakenrood. Het buitenoppervlak is bedekt met witte haren. Details van de haarstructuur kunnen worden gezien met een vergrootglas: ze zijn tot 1 mm lang of meer, doorschijnend, dikwandig, stijf en min of meer zwaardvormig met eenvoudige, scherp aflopende bases. Ze zijn verbonden met het vruchtlichaam op de kruising van interne weefsellagen, de medullaire en ectale excipulums. Wanneer de haren in contact komen met een alkalische oplossing van 2% kaliumhydroxide, zwellen de dikke wanden van de basis van het haar eerst op en lossen ze vervolgens op, waardoor de inhoud van het interne lumen vrijkomt. De steel is cilindrisch en ongeveer 1 tot 5 centimeter lang en 1 à 2 mm dik.
De soort is oneetbaar.

### Microscopische kenmerken
De sporen zijn 20–30 × 14–16 µm. De asci zijn 300-350 × 18-20 µm. De parafysen zijn dun, enigszins verdikt aan de punt en bevatten veel rode korrels.

## Varianten
Er is één variante soort beschreven, M. floccosum var. floccosum, gevonden in China en Japan, heeft grotere sporen dan normaal. De schimmel die oorspronkelijk werd beschreven als Microstoma floccosum var. macrosporum werd in 2000 erkend als een onafhankelijke soort en omgedoopt tot Macrostoma macrosporum. Het verschilt van M. floccosum door vruchtseizoen, asci- en ascospore-grootte en de structuur van de haren.

## Soortgelijke soorten
- Microstoma apiculosporum is een soort uit Taiwan die sporen heeft met korte, scherp gepunte uiteinden.
- Scutellinia scutellata heeft een ondiepe rode apothecia, geen steel en alleen zwarte haren aan de rand van het vruchtlichaam.
- Sarcoscypha occidentalis, heeft een vorm, grootte en kleur die enigszins lijkt op M. floccosum, maar heeft geen haren en de beker is niet zo diep.

## Habitat en verspreiding
Microstoma floccosum is een saprobische soort die in groepen leeft. De schimmel is vastgemaakt aan hout dat typisch gedeeltelijk in de aarde is begraven. Er is een voorkeur voor zowel eikenhout.
Microstoma floccosum is waargenomen in de Verenigde Staten, India, China en Japan.